# Строгий стиль

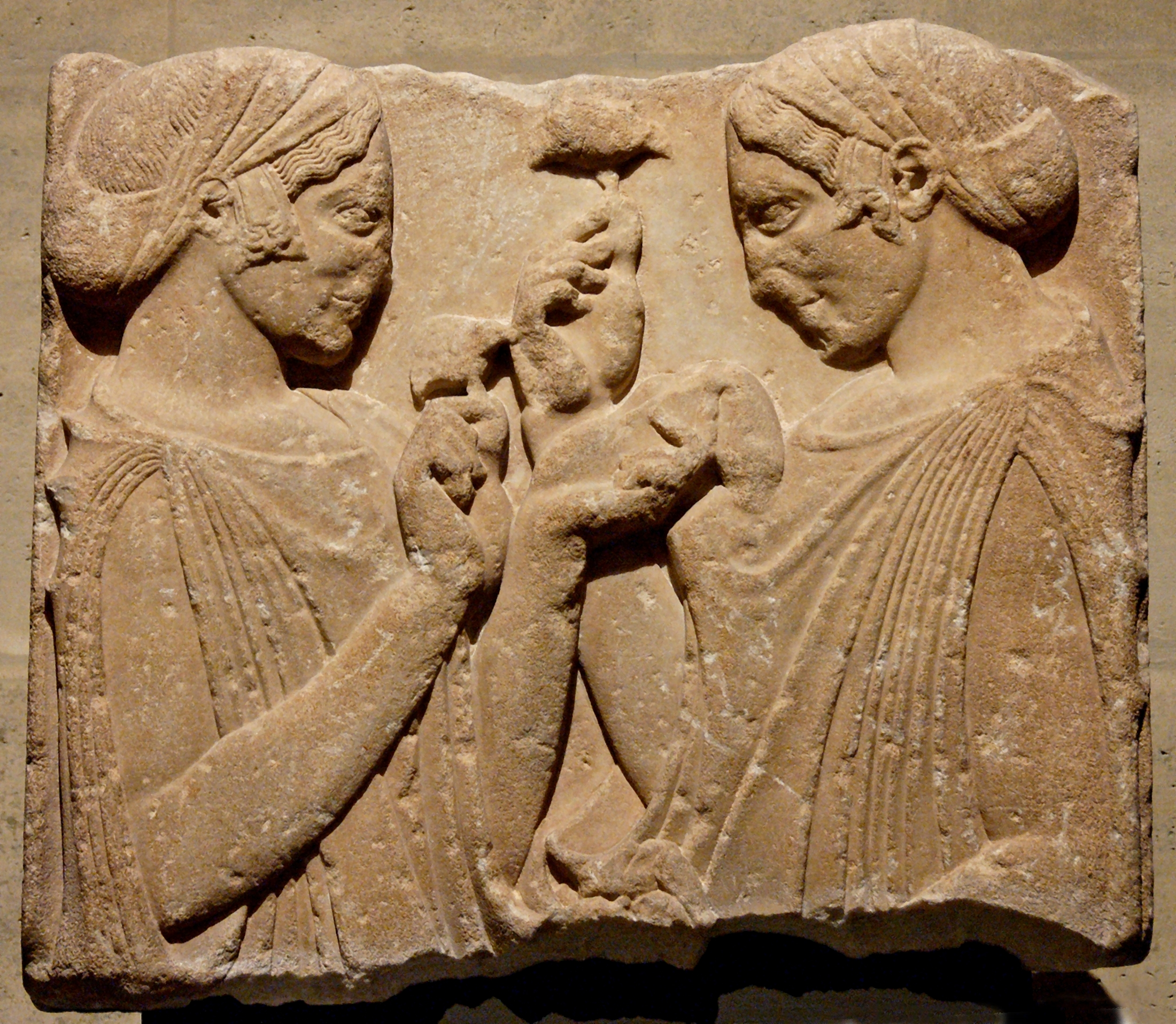
Стела из Фарсала, около 470—460, Лувр

Строгий стиль был основным стилем греческой скульптуры в период ранней классики, то есть приблизительно в 490—450 годах до н. э. Он отмечен разрушением канонических форм искусства архаики и переходом к более широкому словарю, характерному для классики конца V века до н. э.. Этот стиль был распространён во многих городах греческого мира и представлен различными видами: круглыми скульптурами из бронзы, стелами и рельефами. Возможно, наиболее великолепное воплощение строгого стиля — это метопы Храма Зевса в Олимпии.

## История термина
Термин «строгий стиль» был сначала введён Густавом Крамером в Über den Styl und die Herkunft der bemahlten griechischen Thongefäße (1837, Berlin) относительно первого появления краснофигурной вазописи. Начиная с исследования Вагна Поулсена Der strenge Stil (1937 год) термин связывается исключительно со скульптурой.

## Датировка и хронология
Для строгого стиля нет принятой хронологии, датировка скульптуры началом V века до н. э. приблизительна, и, следовательно, его первое появление предположительно относится к периоду с 525 по 480 год до н. э. Единственным исключением из общего правила является скульптурная группа «Тираноубийцы», созданная Критием и Несиотом и датируемая 477/476 годами до н. э. Она представляет собой копию бронзового изделия, изготовленного Антенором в 514 году до н. э., чтобы почтить убийц тирана Гиппарха. Этот экспонат, теперь известный только по римским копиям, сохраняет положения тел и черты лица, схожие с архаикой, объединяя их с новым восприятием многогранности точек обзора, ощущения материала и строения человеческого тела. Всё это выделяет скульптурную группу как одну из нескольких переходных работ. Другая подобная работа — «Мальчик Крития» — относится к 480 году до н. э.; в этой скульптуре распределение веса на одну ногу, опущенное правое бедро и наклон головы и плеч отличаются от поздней архаики и представляют собой шаг к большему натурализму и индивидуализации в классике.

## Произведения
- Трон Людовизи

## Другие значения термина
В русской литературе о музыке термин «строгий стиль» применяют по отношению к технике полифонической композиции XV-XVI веков. Подразумевается, прежде всего, церковная музыка франко-фламандских полифонистов (Жоскена Депре, Окегема, Обрехта, Вилларта, Лассо и др.) и Палестрины. Подробнее о строгом стиле см. в статье Полифония.